# Nephrotoma brevipennis
Nephrotoma brevipennis är en tvåvingeart som först beskrevs av Thomas Vernon Wollaston 1858.  Nephrotoma brevipennis ingår i släktet Nephrotoma och familjen storharkrankar. Inga underarter finns listade i Catalogue of Life.